# Wolfgang Hell (Psychologe)
Wolfgang Hell (* 1948 in Deckbergen) ist ein emeritierter Professor für Psychologie.

## Werdegang
Sein Studium der Physik in Frankfurt und Heidelberg schloss Hell 1974 mit dem Diplom ab. Danach absolviert er ein Aufbaustudium in Psychologie an der Universität Konstanz und promovierte zum Thema Wahrnehmungspsychologie 1977 zum Dr. rer. soc. Während seiner Zeit als wissenschaftlicher Assistent von 1977 bis 1986 an der Universität Konstanz habilitierte er sich 1985 in Psychologie. Er war danach dort für ein Jahr Professor für Allgemeine Psychologie, bevor er 1987 als Professor für   Angewandte und Arbeitspsychologie an die Universität Münster wechselte, wo er bis zu seinem Ruhestand 2011 tätig war. Ein Schwerpunkt seiner Arbeit waren Forschungen zu Denk- und Gedächtnistäuschungen.

## Funktionen
Hell ist Mitglied im Wissenschaftsrat der Gesellschaft zur wissenschaftlichen Untersuchung von Parawissenschaften. Er beschäftigt sich unter anderem mit psychologischen Erklärungen für paranormale Erfahrungen.

## Publikationen (Auswahl)
- G. Gigerenzer, W. Hell, H. Blank: Presentation and Content: The Use of Base Rates as a Continuous Variable. In: Journal of Experimental Psychology: Human Perception and Performance. Band 14, Nr. 3, 1988, S. 513–525.
- Wolfgang Hell, Gerd Gigerenzer, Siegfried Gauggel, Maria Mall, Michael Müller: Hindsight bias: An interaction of automatic and motivational factors? In: Memory & Cognition. Band 16, Nr. 6, 1988, S. 533–538.
- Wolfgang Hell, Klaus Fiedler, Gerd Gigerenzer (Hrsg.): Kognitive Täuschungen, Fehl-Leistungen und Mechanismen des Urteilens, Denkens und Erinnerns. Spektrum Akademischer Verlag, 1993.
- Rüdiger F. Pohl, Wolfgang Hell: No Reduction in Hindsight Bias after Complete Information and Repeated Testing. In: Organizational Behavior and Human Decision Processes. Band 67, Nr. 1, 1996, S. 49–58.
- Wolfgang Hell: Gedächtnistäuschungen. In: Ernst Peter Fischer (Hrsg.): Gedächtnis und Erinnerung. Piper Verlag, 1997/98.
- Catrin Rode, Leda Cosmides, Wolfgang Hell, John Tooby: When and why do people avoid unknown probabilities in decisions under uncertainty? Testing some predictions from optimal foraging theory. In: Cognition. Band 72, Nr. 3, 1999, S. 269–304.